# 卢伊
卢伊（法語：Louit）是法国上比利牛斯省的一个市镇，位于该省北部，属于塔布区。该市镇总面积5.04平方公里，2009年时的人口为178人。

## 人口
卢伊人口变化图示